# Lijst van afleveringen van The Adventures of Young Indiana Jones
Dit is een lijst met afleveringen van The Adventures of Young Indiana Jones. In 1999 zijn de afleveringen en televisiefilms van The Young Indiana Jones Chronicles bewerkt tot 22 nieuwe afleveringen die zich (grotendeels) in chronologische volgorde afspelen. De serie is ingedeeld in 3 periodes.

## Overzicht
| Seizoen | Seizoen | Periode             | Afleveringen |
| ------- | ------- | ------------------- | ------------ |
|         | 1       | The Early Years     | 7            |
|         | 2       | The War Years       | 8            |
|         | 3       | The Years of Change | 7            |

## Afleveringen

### The Early Years
| Nr. | Titel                  |
| 1 | My First Adventure     |
| --- | ---------------------- |
| Mei 1908. Na de publicatie van zijn boek gaat Henry Jones Sr. op wereldtournee om zijn boek te promoten. Hij neemt zijn vrouw Anna en zoon Indiana mee en vraagt zijn oude docente Miss Helen Seymour mee om Indiana tijdens de reis te onderwijzen. Hun eerste bestemming is de Vallei der Koningen in Egypte. Hier ontmoet Indiana Jones Howard Carter die bezig is met opgravingen. Wanneer er een moord wordt gepleegd gaat Indiana samen met T.E. Lawrence op onderzoek uit. De volgende bestemming is Tanger in Marokko. Hier raakt Indiana Jones bevriend met de jonge slaaf Omar. Tijdens een bezoek aan de markt worden Indiana en Omar ontvoerd door slavendrijvers die hen door de woestijn meenemen naar Marrakesh om hen te verkopen. |                        |
| 2 | Passion for Life       |
| September 1908. Indiana Jones gaat naar Brits-Oost-Afrika (huidige Kenia) en ontmoet hier oud-president Theodore Roosevelt die op safari is. Voor de Smithsonian Institution jaagt Roosevelt op dieren die tentoongesteld zullen worden in het National Museum of Natural History. Indiana raakt bevriend met de Masai jongen Meto en hij leert over de balans die alle levende wezens in de savanne met elkaar verbindt. Indiana krijgt steeds meer moeite met de gedachte dat dieren alleen gedood worden om te worden tentoongesteld. De volgende bestemming is Parijs. Indiana raakt bevriend met een jonge Norman Rockwell die hem meeneemt naar een café in Montmartre. Hier ontmoeten ze de kunstenaars Pablo Picasso, Georges Braque en Edgar Degas. Picasso is vastberaden te laten zien dat hij net zo goed kan schilderen als Degas.                                                             |                        |
| 3 | The Perils of Cupid    |
| November 1908. Tijdens hun bezoek in Wenen wordt Indiana Jones halsoverkop verliefd op prinses Sophie, dochter van aartshertog Frans Ferdinand. Hij doet er alles aan om tijd met haar door te brengen en dit leidt bijna tot een diplomatieke rel. Met liefdesverdriet komt hij terecht bij Sigmund Freud, Carl Jung en Alfred Adler, van wie hij advies krijgt. In Florence krijgt Indiana Jones les over de natuurwetten van Galileo en bezoekt de beroemde toren van Pisa. Ondertussen wordt Indiana's moeder verleid door de Italiaanse componist Giacomo Puccini. Gastrol(len): Max von Sydow, Pernilla August |                        |
| 4 | Travels with Father    |
| Maart 1910. Na een ruzie met zijn ouders tijdens hun bezoek in Rusland, loopt Indiana Jones weg. Op het Russische platteland ontmoet hij Lev Tolstoj die ook is weggelopen en Indiana gezelschap houdt. De volgende bestemming is Griekenland. Samen met zijn vader bezoekt Indiana de kloosters van Meteora. Onderweg krijgt hij les over Aristoteles. In het klooster ontmoet Indiana Jones de schrijver Nikos Kazantzakis. Gastrol(len): Michael Gough |                        |
| 5 | Journey of Radiance    |
| Maart 1910. In Benares in India maakt Indiana Jones kennis met de theosofische beweging, onder leiding van Annie Besant en Charles Webster Leadbeater. Hij raakt bevriend met de jonge Jiddu Krishnamurti die door de beweging wordt gezien als de nieuwe wereldleraar. In Beijing bezoekt Indiana Jones de Chinese Muur. Naarmate ze verder de binnenlanden van China intrekken, wordt Indiana Jones ziek, en is hij aangewezen op traditionele Chinese geneeswijzen. |                        |
| 6 | Spring Break Adventure |
| Februari 1916. Het is bijna voorjaarsvakantie en Indiana Jones wil dolgraag zijn vriendin Nancy (dochter van schrijver Edward Stratemeyer) meenemen naar het eindfeest. Het liefste haalt hij haar op in de Bugati van haar vader, maar helaas is de motor stuk. Gelukkig biedt een van de professoren uit het laboratorium van Thomas Edison zijn hulp aan. Dan wordt er ingebroken in het laboratorium en een nieuwe elektrische motor wordt gestolen. Indiana Jones en Nancy gaan op onderzoek uit. Maart 1916. Indiana Jones en zijn vader gaan op familiebezoek in Albuquerque. Samen met zijn neef vertrekt hij voor een paar dagen op avontuur. Wanneer hij in Columbus aankomt, wordt de stad aangevallen door de Mexicaanse revolutionair Pancho Villa. Indiana Jones sluit zich aan bij de Mexicaanse Revolutie. Hij ontmoet een jonge George Patton en raakt bevriend met de Belg Remy Baudouin. |                        |
| 7 | Love's Sweet Song      |
| April 1916. Samen met zijn vriend Remy besluit Indiana Jones de oceaan over te steken en zich aan te sluiten bij het Belgische leger om te vechten in de oorlog. Hun boot stopt in Ierland waar beide vrienden op zoek moeten naar werk om de verdere reis te kunnen betalen. Indiana Jones krijgt een baan als barman en ontmoet de toneelschrijvers Sean O'Casey en W.B. Yeats die beide heel verschillende ideeën hebben over toneel. Mei 1916. Indiana en Remy komen aan in Londen en schrijven zich in bij het Belgische leger. Indiana Jones komt terecht op een bijeenkomst van Sufragettes, geleid door Sylvia Pankhurst en wordt halsoverkop verliefd op Vicky. Samen zoeken ze Indiana's oude gouvernante Miss Helen Seymour op, die hen uitnodigt voor een diner waar ook Winston Churchill aanwezig is. Gastrol(len): Elizabeth Hurley                                                          |                        |

### The War Years
| Nr. | Titel                               |
| 8 | Trenches of Hell                    |
| --- | ----------------------------------- |
| Augustus 1916. Indiana en Remy komen aan in Vlaanderen waar de oorlog volop woedt. Tijdens hun eerste gevecht worden alle officieren uit hun regiment gedood waardoor Indiana de leiding krijgt over zijn regiment. Hun regiment wordt samengevoegd met een Frans regiment en ze belanden in de Slag aan de Somme. Van dichtbij maakt Indiana de loopgravenoorlog mee inclusief vlammenwerpers en gasaanvallen. Tijdens een kort verlof ontmoet Indiana de Engelse soldaten en dichters Siegfried Sassoon en Robert Graves. Terug aan het front wordt hij al snel gevangen genomen door de Duitsers. In het gevangenenkamp onderneemt Indiana samen met andere gevangenen een ontsnappingspoging, maar ze worden betrapt. Hij wordt daarom gevangengezet in een zwaarbewaakte gevangenis in Dusterstadt. Indiana ontmoet hier de toekomstig Franse President Charles de Gaulle en samen beramen ze een ontsnappingsplan. |                                     |
| 9 | Demons of Deception                 |
| September 1916. Indiana Jones werkt inmiddels als koerier en rijdt op zijn motor af en aan naar de loopgraven in Verdun. Ondertussen wordt de oorlog gepland door generaal Robert Nivelle, Philippe Pétain en Joseph Joffre vanuit hun luxe chateau. Met gevaar voor eigen leven ontdekt Indiana dat de Duitsers zware artillerie aan het opstellen zijn bij Verdun. Zijn rapport is helaas aan dovemansoren gericht. Oktober 1916. Indiana en Remy hebben verlof en ze besluiten naar Parijs te gaan. In Parijs ontmoet Indiana de mysterieuze Mata Hari en hij begint een verhouding met haar. Hij beëindigt de verhouding wanneer hij erachter komt dat ze ook andere mannen ziet, waaronder een Franse Minister. Daar komt nog bij dat Franse inlichtingendienst hem vertelt dat Mata Hari ervan verdacht wordt een spion te zijn. Gastrol(len): Ian McDiarmid                                                       |                                     |
| 10 | Phantom Train of Doom               |
| November 2016. Indiana Jones en Remy worden overgeplaatst naar Afrika en beide worden gepromoveerd tot luitenant in het Belgische leger. In Afrika stappen ze op de verkeerde trein en in een hopeloze poging hun regiment terug te vinden, verdwalen ze op de savanne. Hier komen ze een groep soldaten tegen. De 25th (Frontiersmen) Battalion, Royal Fusiliers worden geleid door Frederick Selous. Samen maken ze een plan om de mysterieuze Phantom Trein op te blazen. De volgende missie is het ontvoeren van de Duitse kolonel Paul von Lettow-Vorbeck. Indiana Jones en Remy slagen erin de kolonel te ontvoeren in een heteluchtballon, maar al gauw worden ze achtervolgd door het Duitse leger. Gastrol(len): Paul Freeman, Tom Bell |                                     |
| 11 | Oganga, the Giver and Taker of Life |
| December 1916 - januari 1917. Indiana Jones is op missie in Afrika wanneer hij door een Afrikaans dorp trekt waar de bevolking is uitgestorven door ziekte. De enige overlevende is een jongetje. Indiana wil het jongetje meenemen, maar weet dat hij hiermee de missie in gevaar brengt. Later ontmoet hij Albert Schweitzer een Duitse dokter die vanuit de Afrikaanse jungle een ziekenhuis runt. |                                     |
| 12 | Attack of the Hawkmen               |
| Februari - april 1917. Indiana Jones is in dienst bij de Franse Geheime Dienst en wordt bij het Lafayette Escadrille geplaatst, om als fotograaf vanuit de lucht foto's te maken van achter de vijandige linies. Hij komt oog in oog te staan met Manfred von Richthofen, beter bekend als de Rode Baron. Tijdens zijn volgende missie is het Indiana's taak om in het geheim vliegtuigbouwer Anthony Fokker te overtuigen zich aan te sluiten bij de geallieerde troepen. |                                     |
| 13 | Adventures in the Secret Service    |
| Mei - juli 1917. Indiana wordt op missie gestuurd om de Oostenrijk-Hongaarse keizer Karl I van Oostenrijk te overtuigen zich uit de oorlog terug te trekken in de Sixtus-affaire. Later werkt Indiana in Sint Petersburg in de aanloop naar de Russische Revolutie. Hij woont een toespraak bij van Vladimir Lenin en ziet hoe een demonstratie van zijn vrienden hard wordt neergeslagen door overheidstroepen. Gastrol(len): Christopher Lee, Jennifer Ehle |                                     |
| 14 | Espionage Escapades                 |
| Juli 1917. Indiana Jones gaat naar Barcelona waar wordt geplaatst bij een internationaal spionagetrio. Samen smeden ze een plan om het neutrale Barcelona zover te krijgen zich aan te sluiten bij de geallieerden. Met hulp van zijn oude vriend Pablo Picasso weet Indiana als dekmantel een baan bij de Ballets Russes te krijgen. Augustus 1917. Indiana's volgende missie is in Praag, waar hij verstrikt raakt in een web van kafkaëske bureaucratie. Hij krijgt hulp van Franz Kafka. Gastrol(len): Timothy Spall, Terry Jones, Tim McInnerny |                                     |
| 15 | Daredevils of the Desert            |
| Oktober 1917. Indiana ontmoet zijn oude vriend T.E. Lawrence. Vervolgens wordt Indiana samen met Maya in vermomming op pad gestuurd naar de strategisch gelegen stad Beër Sjeva met als doel de stad te infiltreren zodat deze kan worden ingenomen door de geallieerden. Gastrol(len): Douglas Henshall, Catherine Zeta-Jones, Daniel Craig |                                     |

### The Years of Change
| Nr. | Titel                         |
| 16 | Tales of Innocence            |
| --- | ----------------------------- |
| November 1917. Indiana werkt in het geheim in de Italiaanse alpen, maar is in zijn vrije tijd afgeleid door de prachtige Giulietta. Tussen zijn werkzaamheden door grijpt hij elke gelegenheid aan om Giulietta te bezoeken en te overladen met cadeaus. Er zijn echter meer kapers op de kust. Indiana Jones raakt bevriend met Ernest Hemingway. Indiana's volgende missie is in Marokko voor het Franse Vreemdelingenlegioen. Het is zijn taak uit te zoeken wie in het geheim wapens levert aan de opstandige Berbers. Als dekmantel reist Indiana met de Amerikaanse schrijver Edith Wharton. Hun vriendschap wordt opgemerkt door journalist Lowell Thomas. Gastrol(len): Pernilla August |                               |
| 17 | Masks of Evil                 |
| September 1918. Indiana gaat undercover naar Istanbul waar hij zich voordoet als een Zweedse journalist. Het is zijn taak de Turkse generaal Mustafa Kemal te overtuigen vrede te sluiten met de geallieerden. Zijn missie loopt gevaar wanneer Indiana ontdekt dat er een mol in zijn spionagenetwerk zit. In zijn volgende missie wordt Indiana naar Transsylvanië gestuurd om generaal Mattias Targo te bespioneren, die een reïncarnatie lijkt te zijn van Vlad Dracula. |                               |
| 18 | Treasure of the Peacock's Eye |
| De oorlog is voorbij en Indiana en Remy gaan terug naar Londen. Ze gaan op avontuur om de legendarische diamant de Peacock's Eye te vinden. Gastrol(len): Adrian Edmondson, Tom Courtenay |                               |
| 19 | Winds of Change               |
| Mei 1919. De oorlog is voorbij en Indiana Jones werkt als vertaler de op Vredesconferentie van Parijs waar wordt onderhandeld over het Verdrag van Versailles. Hij helpt de jonge Ho Chi Minh een audiëntie te krijgen om te pleiten voor Vietnam. Gastrol(len): Jeroen Krabbé, Anna Massey |                               |
| 20 | Mystery of the Blues          |
| In het voorjaar van 1920 werkt Indiana Jones part-time als bediende in het restaurant van James "Big Jim" Colosimo. Ondertussen krijgt hij les over Jazz van Sidney Bechet. Wanneer Big Jim wordt vermoord gaat Indiana samen met zijn kamergenoot Eliot Ness en goede vriend Ernest Hemingway op onderzoek uit. Gastrol(len): Harrison Ford, Jeffrey Wright, Frank Vincent |                               |
| 21 | Scandal of 1920               |
| Indiana Jones gaat naar New York om te werken in het theater. Hij ontmoet hier George Gershwin. Gastrol(len): Anne Heche |                               |
| 22 | Hollywood Follies             |
| Tijdens de zomervakantie gaat Indiana naar Hollywood waar hij aan het werk gaat bij een de productie van een film van Erich von Stroheim. Later gaat hij aan het werk als stuntman in een John Ford western. Gastrol(len): Allison Smith |                               |